# Half-Life: Alyx
Half-Life: Alyx — компьютерная игра в жанре шутера от первого лица для устройств виртуальной реальности, разработанная и изданная американской компанией Valve. Игра построена на игровом движке Source 2, а её выход состоялся 23 марта 2020 года на PC под управлением операционной системы Windows с поддержкой большинства ПК-совместимых шлемов виртуальной реальности. Это первая игра в серии Half-Life после более чем 12-летнего перерыва с момента выхода Half-Life 2: Episode Two в 2007 году. История игры рассказывает об Аликс Вэнс, которая впервые в серии появляется в роли протагониста, о её отце Илае Вэнсе и об их борьбе против оккупации Земли инопланетной цивилизацией «Альянс». В день релиза Half-Life: Alyx одновременно играло 43 000 игроков. По словам аналитика Niko Partners Дэниела Ахмада, это был успешный запуск по стандартам виртуальной реальности.

## Сюжет
Действие происходит за пять лет до начала событий Half-Life 2. Аликс Вэнс, находясь в своей конспиративной квартире, наблюдает за тем, как её отец Илай и члены Сопротивления выполняют миссию по краже реактора у Альянса. Илай, связавшись с Аликс, сообщает, что миссия проходит успешно и добавляет, что он заметил странное строение в карантинной зоне. Аликс отвечает, что заметила, как Альянс начал поставлять оружие и припасы в зону карантина Сити 17, и это приводит к тому, что на них нападают силы Альянса и захватывают обоих в плен. Другому члену Сопротивления, Расселу, удаётся спасти Аликс, и он сообщает, что, возможно, Альянс отправит Илая в Нова-Проспект для допроса. Он планирует перехватить поезд возле развилки Фейрвью. Взяв у Рассела пару гравитационных перчаток и пистолет, Аликс проникает в карантинную зону, чтобы перехватить поезд с Илаем. Пробираясь через канализацию, она наталкивается на загадочные рисунки на стенах, изображающие события прошлого и будущего. Вскоре она находит логово художника — эксцентричного одинокого вортигонта, который предупреждает её, что Илай в будущем погибнет и велит ей «следовать за северной звездой», а также предрекает то, что она освободит его сородичей.
Пробравшись через карантинную зону, Аликс добирается до развилки Фейрвью, где, отбив сопротивление сил Альянса, она захватывает станцию и пытается остановить поезд, однако терминал ломается и ей приходится пустить поезд с её отцом под откос. Среди разбитых вагонов попадаются трупы Советников Альянса. Вскоре Аликс удаётся найти Илая, висящего над пропастью. Она протягивает ему руку, однако тот не успевает схватиться и падает. В этот момент его спасает встреченный ранее вортигонт. Илай рассказывает дочери, что пока он был под стражей, то узнал, что странное строение в карантинной зоне называется «Хранилищем», и что в нём Альянс хранит некое супероружие. Вортигонт сопровождает Илая до Сити-17, чтобы они с Расселом расшифровали датапод Альянса. Илай просит Аликс найти «Хранилище» и выкрасть его, прежде чем Альянс сможет переместить его в более безопасное место.
Аликс продолжает свой путь через заброшенную станцию метро и попадает в редакцию газеты «The Terminal», где через окна перед ней открывается вид на «Хранилище», огромный космический корабль Альянса. Вскоре она попадает на площадь перед зданием отеля «Северная звезда» и понимает, о чём говорил вортигонт. Попав внутрь заросшего инопланетной растительностью отеля, Аликс обнаруживает подстанцию Альянса, где источником энергии выступает пленённый вортигонт, который благодарит её и говорит, что освободит своих собратьев. Так героиня исполняет пророчество. После Аликс через жилые кварталы пробирается на пивоварню «Златен Лъв», где помогает выжившему гражданину — Ларри — победить мутировавшего инопланетного монстра по прозвищу «Джефф». Возле выхода из завода с ней связывается Илай, сообщающий, что в «Хранилище» заключено не оружие, а то, чего Альянс боится больше всего. Аликс надеется, что они смогут объединить их усилия, чтобы избавиться от Альянса. Найдя терминал управления, Аликс разблокирует ворота и попадает в заброшенный зоопарк, обжитый муравьиными львами.
Вскоре девушка оказывается на ферме Альянса, где он разводит муравьиных львов и выделяет из них кислоту для очистки заброшенных участков Сити-17 от внеземной флоры. До «Хранилища» остаются считанные метры. Аликс замечает, что от корабля отделяются кабели, а это значит, что вортигонт всё же отключил другие подстанции. Корабль падает, однако из вышки базы Альянса бьёт гравитационный луч, который не позволяет ему рухнуть. Добравшись до базы, Аликс слышит, как некая женщина-информатор, общаясь с Советником Альянса, говорит, что в «Хранилище» находится некий выживший из «Чёрной Мезы». Связавшиеся с Аликс Илай и Рассел, услышав это, предполагают, что это может быть только Гордон Фримен, поэтому его нужно освободить. Аликс пробивается сквозь ряды сил безопасности строения и выводит из строя гравитационную установку, корабль падает на здания. Проходя через руины, девушка наталкивается на мёртвого страйдера, однако вскоре тот оживает и ей приходится бежать. Во время бегства она находит стационарный гранатомёт Альянса и одолевает синтета. После Аликс входит в «Хранилище»; в последнюю секунду её о чём-то пытается предупредить Илай, но связь прерывается. Внутри она видит аномалии, связанные с некой высокотехнологичной камерой, и, прорвавшись через охрану, попадает внутрь.
Аликс открывает энергетическую клетку, но вместо Гордона Фримена обнаруживает в ней G-Man’а. Тот благодарит героиню за то, что она освободила его, и предлагает свои услуги. Аликс просит убрать Альянс с Земли, но G-Man отвечает, что это невозможно, потому что его «работодатели» не одобряют эту просьбу. Он предлагает ей другой вариант — он переносит Аликс далеко в будущее, где она оказывается в самом финале Half-Life 2: Episode Two и видит себя плачущей над телом убитого Советником Альянса Илая в вертолётном ангаре на базе «Белая Роща». G-Man отматывает время назад до того, как Илай был убит, после чего Аликс использует свои гравитационные перчатки, чтобы убить Советника, тем самым спасая отца. Однако затем G-Man сообщает, что Аликс в полной мере доказала, что подходит ему гораздо больше, чем предыдущий «сотрудник, который не смог или не захотел выполнять свою миссию» (когда G-Man это говорит, то позади него в тени появляется Гордон Фримен). Затем G-Man уходит, оставляя Аликс заключённой в стазис, как Гордона.
После титров следует эпилог, где игрок оказывается в теле Гордона Фримена, который приходит в себя в ангаре на «Белой Роще» после финального момента Half-Life 2: Episode Two. Живой Илай в ярости кричит ему, что G-Man забрал Аликс (в этот момент игрок может увидеть его слева, наблюдающего за ними в отдалении). Илай клянётся убить G-Man’а и разобраться во всём. Затем к ним подходит Пёс с монтировкой Фримена. Илай забирает её и протягивает Гордону со словами, что у них «много работы».

## Разработка
Игра разрабатывалась американской компанией Valve и была построена на собственном игровом движке Source 2. Начиная с 2016 года, в сети периодически появлялись слухи и утечки об игре для виртуальной реальности во вселенной Half-Life, неофициально прозванной «Half-Life VR». Тогда же в компании начали задумываться о создании «большой» игры для шлемов виртуальной реальности. В феврале 2017 года основатель и руководитель компании Valve Гейб Ньюэлл в ходе пресс-конференции объявил о работе над тремя крупными VR-играми.
Изначально перед компанией стоял вопрос о том, в какой игровой серии делать новую игру: в Half-Life или Portal. Выбор был сделан в пользу Half-Life, так как основные игровые механики серии Portal могут вызвать дискомфорт у игрока во время прохождения в шлеме виртуальной реальности. Далее компания выбрала время действия — временной промежуток между событиями Half-Life и Half-Life 2, так как прямой сиквел ограничивал бы творческую свободу создателей и на него возложены слишком большие ожидания. После компания создала небольшой 15-минутный прототип с помощью ассетов Half-Life 2, цель которого состояла в том, чтобы показать суть игрового процесса серии.
В работе над проектом участвовала не только команда внутри Valve, но и сотрудники её дочерней студии — Campo Santo. В качестве сценаристов выступили Эрик Уолпоу, соавтор сценария Half-Life 2: Episode One и Episode Two, Left 4 Dead, дилогии Portal и других игр, а также Джей Пинкертон, сценарист Portal 2. Для Аликс Вэнс и её отца, Илая, были найдены новые актёры озвучки: вместо Мерл Дэндридж, которая озвучивала Аликс в Half-Life 2 и её продолжениях, главную героиню озвучила Озиома Акага, а Роберта Гийома (умершего в 2017 году) заменил Джеймс Моузес Блэк. В то же время Майкл Шапиро, озвучивавший G-Man’a, Тони Тодд, актёр озвучки вортигонтов, и Эллен Маклейн, которая в Half-Life 2 была голосом Патруля Альянса, вернулись к своим ролям.
Half-Life: Alyx позиционируется, как основная игра серии, а не как спин-офф или отдельный эпизод истории. Робин Уолкер, один из программистов проекта, в интервью сайту IGN заявил, что продолжительность игры примерно такая же, как и продолжительность Half-Life 2. В то же время, игровой журналист и ведущий церемонии The Game Awards Джефф Кили рассказал, что он видел игру на нескольких стадиях разработки, и её прохождение у него заняло более 15 часов. Дэвид Спейрер, программист компании Valve, в разговоре с The Verge, рекомендовал игрокам для лучшего понимания сюжета, до того, как они сыграют в Half-Life: Alyx, пройти предыдущие игры серии, в частности Half-Life 2: Episode Two.

## Выпуск
| Системные требования    | Системные требования                                            | Системные требования                                            |
| ----------------------- | --------------------------------------------------------------- | --------------------------------------------------------------- |
|                         | Рекомендации                                                    |                                                                 |
| Wintel                  |                                                                 |                                                                 |
| ОС                      | Windows 10                                                      | Windows 10                                                      |
| ЦПУ                     | Intel Core i5-7500 или AMD Ryzen 5 1600                         | Intel Core i5-7500 или AMD Ryzen 5 1600                         |
| Объём ОЗУ               | 12 ГБ                                                           | 12 ГБ                                                           |
| Информационный носитель | Цифровая дистрибуция через Steam                                | Цифровая дистрибуция через Steam                                |
| Видеокарта              | Nvidia GeForce GTX 1060 или AMD Radeon RX 580 с 6 ГБ памяти     | Nvidia GeForce GTX 1060 или AMD Radeon RX 580 с 6 ГБ памяти     |
| Устройства ввода        | Совместимые шлемы виртуальной реальности и контроллеры движения | Совместимые шлемы виртуальной реальности и контроллеры движения |

Официальный анонс Half-Life: Alyx состоялся 18 ноября 2019 года, спустя более чем 12 лет с момента выхода Half-Life 2: Episode Two. Дебютный трейлер был опубликован 21 ноября 2019 года, где впервые был показан игровой процесс игры, а также названа ориентировочная дата выхода — март 2020 года. В качестве платформы выхода названа операционная система Windows, а в качестве совместимых VR-систем — Valve Index, HTC Vive, Windows Mixed Reality, Oculus Rift и Oculus Quest с ПК и кабелем Oculus Link. Все пользователи, которые купили шлем Valve Index до конца 2019 года, получили игру бесплатно. 13 февраля 2020 года Valve объявила дату выхода игры — 23 марта. Спустя 2 месяца, 15 мая 2020 года, Valve выпустила обновление, которое добавило поддержку модификаций посредством Steam Workshop, а также версию для операционной системы Linux.

## Отзывы и критика
| Сводный рейтинг       | Сводный рейтинг |
| Агрегатор             | Оценка          |
| --------------------- | --------------- |
| Metacritic            | 93/100          |
| OpenCritic            | 93/100          |
| Иноязычные издания    |                 |
| Издание               | Оценка          |
| Destructoid           | 9/10            |
| Edge                  | 9/10            |
| Eurogamer             | Рекомендовано   |
| Game Informer         | 9/10            |
| GameSpot              | 9/10            |
| GamesRadar+           | [ 27 ]          |
| IGN                   | 10/10           |
| PC Gamer (US)         | 92/100          |
| Polygon               | Рекомендовано   |
| USgamer               | [ 31 ]          |
| VG247                 | [ 32 ]          |
| Русскоязычные издания |                 |
| Издание               | Оценка          |
| «Игромания»           | [ 33 ]          |
| «Игры Mail.ru»        | 9/10            |

Half-Life: Alyx получила всеобщее признание критиков, оценка на агрегаторе рецензий Metacritic — 93/100 на основании 62 обзоров.
VR Awards назвали Half-Life: Alyx лучшей VR-игрой года.

## Награды
| Награда                             | Дата вручения        | Категория                          | Результат | Прим.  |
| ----------------------------------- | -------------------- | ---------------------------------- | --------- | ------ |
| The Game Awards 2020                | 10 декабря 2020 года | Лучшая игровая режиссура           | Номинация |        |
| The Game Awards 2020                | 10 декабря 2020 года | Лучшее звуковое оформление         | Номинация |        |
| The Game Awards 2020                | 10 декабря 2020 года | Лучшая VR/AR игра                  | Победа    |        |
| The Game Awards 2020                | 10 декабря 2020 года | Лучшая экшн-игра                   | Номинация |        |
| «Игромания» — лучшие игры 2020 года | 31 декабря 2020 года | Игра года                          | Победа    | [ 36 ] |
| Steam awards 2020                   | 3 января 2021 года   | Игра года в виртуальной реальности | Победа    | [ 37 ] |